# 비선형계
계, 변환 등이 비선형(非線形)이라는 것은 그 구성요소의 합이나 곱 등 선형 결합으로 설명할 수 없다는 것을 뜻한다.

## 비선형 방정식의 예
비선형 방정식 중에는 다음과 같은 친숙한 것들도 있다.
{\displaystyle \displaystyle x^{2}-1=0}
또, 많은 다항식은 비선형 방정식이다. 그러나 연립 비선형 방정식은 훨씬 복잡하다.
게다가 다음과 같은 1차 상미분방정식
{\displaystyle \displaystyle d_{x}u=u^{2}}
은 그 해를 구하는 방법이 널리 알려져 있다. (변수분리법)
그러나
{\displaystyle d_{x}^{2}u+g(u)=0} , 여기서 {\displaystyle \displaystyle g} 은 비선형 함수
와 같은 고차 비선형 방정식을 푸는 것은 일반적으로 매우 어렵다. 비선형 편미분 방정식의 해는 더욱 구하기가 어렵다. 물론 해의 존재, 해의 안정성, 동역학에 대한 정리가 증명되어 있기도 하다.
단진자의 움직임을 기술하는 다음 비선형 미분 방정식을 보자.

{\displaystyle {d^{2}\theta  \over dt^{2}}+{g \over \ell }\sin \theta =0\quad \quad \quad }

일반적으로 이 방정식은 {\displaystyle \displaystyle \theta }가 매우 작다는 가정을 하여 {\displaystyle \displaystyle \sin \theta \approx \theta }로 놓아 아래 선형 방정식으로 바꾸어 해를 구한다.

{\displaystyle {d^{2}\theta  \over dt^{2}}+{g \over \ell }\theta =0\quad \quad \quad }

그러나 {\displaystyle \theta }가 큰 범위를 진동한다면 진자의 비선형성은 진자의 움직임에 훨씬 크게 기여한다. 이 비선형 방정식에 의한 진자의 움직임은 위상 평면, 타원적분 등의 방법을 이용하여 분석한다.

## 같이 보기
- 역학계